# Tour Eqho
La Tour Eqho, anche chiamata Tour Descartes, è un grattacielo situato nel quartiere finanziario della Défense, a Courbevoie, comune alla periferia di Parigi. 
Costruito nel 1988, con un'altezza di 131 m, il Tour Eqho ha la forma di un parallelepipedo al centro del quale sarebbe stato estruso un mezzo cilindro. Non ha finestre negli angoli delle sue facciate, a causa della presenza di pilastri di sostegno in questi luoghi. Questi pilastri si fermano a pochi piani sotto la parte superiore del semicilindro estruso.